# Ocean Eyes (Billie Eilish)
Ocean Eyes è un singolo della cantante statunitense Billie Eilish, pubblicato il 18 novembre 2016 come primo estratto dal primo EP Don't Smile at Me.

## Antefatti
Alla domanda su come è nata la canzone in un'intervista di Teen Vogue con Ariana Marsh, Eilish ha detto:
«Oltre a cantare, sono anche una ballerina. Danzo da quando avevo otto anni. L'anno scorso, uno dei miei insegnanti mi ha chiesto se avrei scritto una canzone o se mio fratello avrebbe scritto una canzone per una coreografia. E ho pensato, "sì, è una cosa così bella da fare!" Poi mio fratello venne da me con Ocean Eyes, che aveva originariamente scritto per la sua band. Mi disse che pensava che la mia voce sarebbe stata perfetta. Mi insegnò la canzone e la cantammo insieme alla sua chitarra e l'ho adorato — mi è rimasta in testa per settimane. In un certo senso abbiamo deciso che quella era la canzone che avremmo usato per la coreografia. L'abbiamo messa su SoundCloud con un link per il download gratuito in modo che il mio insegnante di danza potesse scaricarla. In realtà non avevamo intenzione di farlo. Ma fondamentalmente durante la notte un sacco di persone hanno iniziato a sentirla e condividerla. Hillydilly, un sito di scoperte musicali, lo ha trovato e pubblicato ed è diventato sempre più popolare. Quindi, Danny Ruckasin, che ora è il mio manager, ha contattato mio fratello e gli ha detto, "amico, questa canzone diventerà enorme e penso che avrai bisogno di aiuto lungo la strada. Voglio aiutarvi ragazzi". E noi: "è swag!".»

## Descrizione

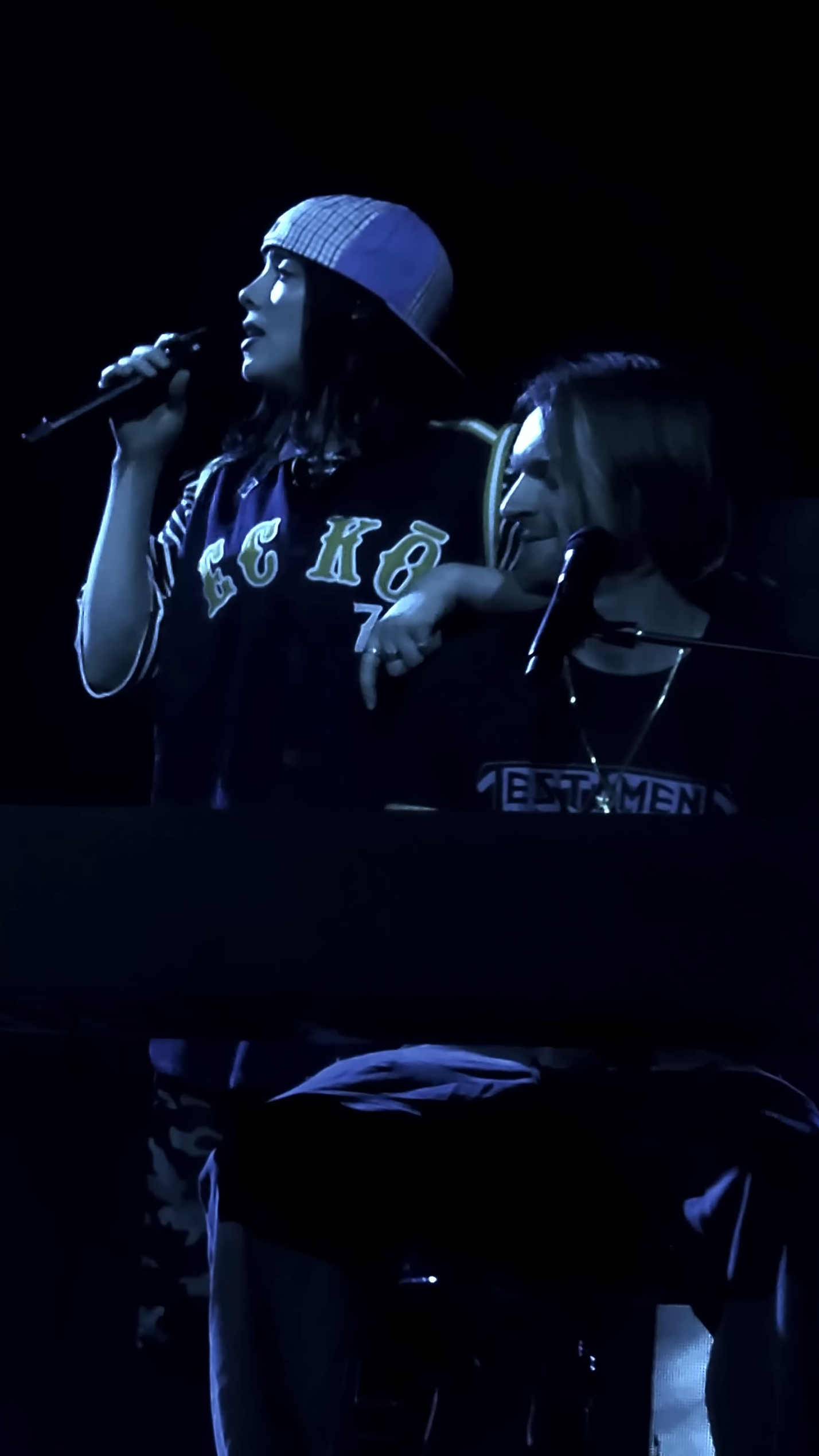
Billie Eilish mentre si esibisce sulle note di Ocean Eyes assieme al fratello al Kia Forum durante il Hit Me Hard and Soft: the Tour nel dicembre 2024

La canzone, originariamente uscita su SoundCloud il 18 novembre 2015, è stata scritta e prodotta dal fratello maggiore di Eilish, Finneas O'Connell, che l'aveva inizialmente scritta per la sua band.

## Accoglienza
Chris DeVille di Stereogum ha affermato che «la canzone è puro pop, una ballata sul desiderio di riconciliazione con un ex. Posso immaginare che stia diventando un grande successo, e il video del regista Megan Thompson sarà sicuramente d'aiuto.» Mike Wass di Idolator l'ha etichettata come «ballata da sogno». Rebecca Haithcoat per SSENSE l'ha definita una «vaga canzone dream pop». Mathias Rosenzweig di Vogue ha dichiarato: «Sulla pista rivoluzionaria di Billie Eilish, Ocean Eyes, confronta l'amore con la caduta da una scogliera, circondata dall'intensità dei cieli di napalm. È una descrizione profonda per una quattordicenne, ed è guidata da un enorme interesse per la canzone di debutto, così come per la stessa cantante. Come suggerisce il titolo, le sue ariose voci da soprano evocano anche pensieri sull'oceano che lava sulle morbide percussioni della canzone e sui sintetizzatori minimalisti. La maturità della canzone abbinata a un pochi ideali infantili - canta, ad esempio, che l'amore non è "giusto" - ha stretto un accordo con un pubblico molto più vecchio di Eilish e ha raccolto un totale di oltre 173 milioni di stream su Spotify. Viene utilizzato il Remix di The Astronomyy come Single Mix nelle stazioni radio statunitensi.» Jason Lipshutz di Billboard lo ha definito «sobrio e straziante».

## Video musicale
Il video musicale, diretto da Megan Thompson, è stato reso disponibile il 24 marzo 2016. Un video musicale di performance di danza è uscito il 22 novembre 2016.

## Tracce
Testi e musiche di Finneas Baird O'Connell.
Download digitale
1. Ocean Eyes – 3:20

Download digitale – Remixes EP
1. Ocean Eyes (Astronomyy Remix) – 4:56
2. Ocean Eyes (Blackbear Remix) – 3:15
3. Ocean Eyes (GOLDHOUSE Remix) – 3:33
4. Ocean Eyes (Cautious Clay Remix) – 3:11

## Formazione
- Billie Eilish – voce
- Finneas Baird O'Connell – produzione, ingegneria del suono, missaggio
- John Greenham – mastering

## Classifiche

### Classifiche settimanali
| Classifica (2018-25) | Posizione massima |
| -------------------- | ----------------- |
| Australia            | 58                |
| Canada               | 68                |
| Grecia               | 55                |
| Irlanda              | 50                |
| Lettonia             | 84                |
| Lituania             | 84                |
| Norvegia             | 73                |
| Nuova Zelanda        | 38                |
| Portogallo           | 92                |
| Regno Unito          | 72                |
| Repubblica Ceca      | 62                |
| Slovacchia           | 71                |
| Stati Uniti          | 84                |
| Svezia               | 88                |

### Classifiche di fine anno
| Classifica (2019) | Posizione |
| ----------------- | --------- |
| Portogallo        | 147       |
| Classifica (2020) | Posizione |
| Portogallo        | 169       |